# Baghlia (distrito)
Baghlia é um distrito localizado na província de Boumerdès, Argélia, e cuja capital é a cidade de mesmo nome, Baghlia.[carece de fontes?]

## Municípios
O distrito está dividido em três municípios:
- Baghlia
- Sidi Daoud
- Taourga